# 章武 (成化進士)
章武（1438年—？），字繼韶，江西撫州府臨川縣人，民籍。明朝政治人物。進士出身。

## 生平
江西鄉試第三十三名。成化八年（1472年）壬辰科會試第八十八名，殿試登進士第三甲第六十五名。

## 家族
曾祖父章希明。祖父章仕恭。父亲章子玉。